# 嫘祖

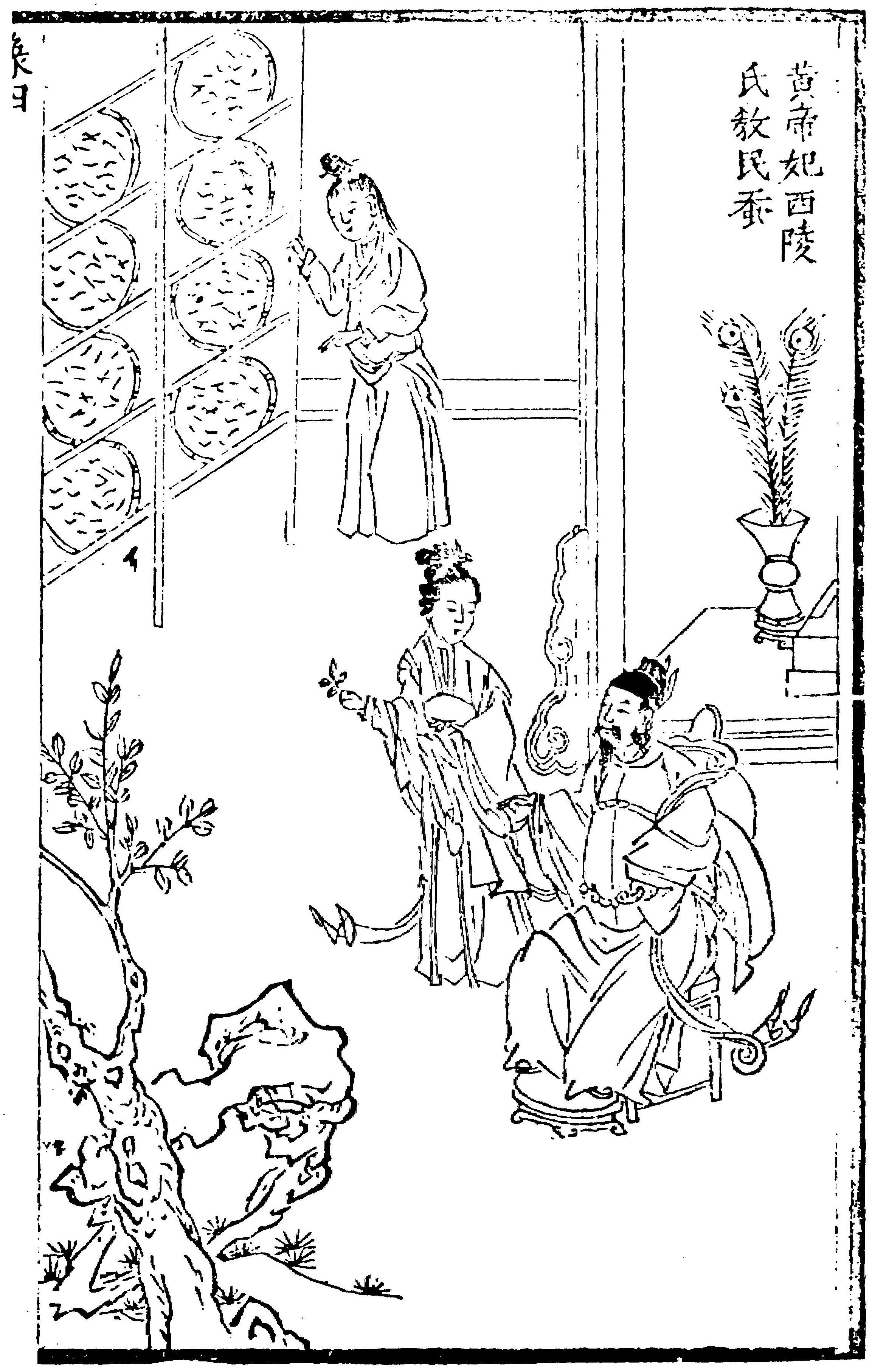
嫘祖教導人民養蠶

嫘祖 ，是中國上古人物，黄帝之原配正妻，出自西陵国（今河南驻马店市遂平县文城乡附近）方雷氏。嫘祖是女娲氏之孙媳，女娲房（古代男性称庙，女性称房）亦位于西陵国，因此又名房国、房子国 。嫘祖六世孙帝尧陶唐氏之子丹朱的儿子陵分封于此，为房侯 。房国也是春秋时期天下九大宝剑之首的棠溪宝剑产地 。
《史记》提到黄帝娶西陵氏之女嫘祖为妻，她发明养蚕，为“嫘祖始蚕”，由于她巡行全国教民蚕桑而逝于道上，又被人们祀为“道神”“行神”、“祖神”，即保佑出行平安之神。嫘祖是传说中的北方部落首领黄帝轩辕氏的元妃。她生了玄嚣、昌意二子。昌意娶蜀山氏女为妻，生高阳，继承天下，这就是五帝中的“颛顼帝”。
据《隋书·禮儀志》记载，北周尊嫘祖為“先蚕”（即始蚕之神）。《通鉴外纪》记载：“西陵氏之女嫘祖为帝之妃，始教民育蚕，治丝萝以供衣服。”
今有四川綿陽嫘祖陵。

## 黄帝与嫘祖的后代
《史记·五帝本纪》：“黄帝居轩辕之丘，而娶于西陵之女，是为嫘祖。嫘祖为黄帝正妃，生二子，其后皆有天下。”长子玄嚣（青阳）降居江水（岷江），次子昌意降居若水（雅砻江）。

### 长子玄囂的后代
二世：玄囂，黄帝长子。三世：蟜極，玄囂之子。四世：帝嚳高辛，蟜極之子。五世：摯，帝嚳死後，繼其帝位，後禪讓給其同父異母兄弟放勳，即帝堯陶唐；另帝嚳次妃簡狄生契，賜姓子氏，是商朝的始祖；帝嚳元妃姜原生棄，即后稷，別姓姬氏，為周朝始祖。契、棄二人在帝舜時代皆為賢德。

### 次子昌意的后代
二世：昌意，黄帝次子。三世：顓頊，昌意之子。四世：窮蟬，顓頊之子 。五世：敬康，窮蟬之子。六世：句望，敬康之子。七世：橋牛，句望之子。八世：瞽叟，橋年之子。九世：重華，瞽叟之子，即帝舜有虞。
另外，夏禹（夏朝祖先）之父鯀，其父為顓頊，也是昌意的後代。而根据史记记载匈奴与夏人同族，也可能为昌意这一系的后代。《山海经．大荒北经》也称犬戎与夏人同祖，皆出于黄帝。
根据史记记载，战国时秦和赵都是黄帝孙颛顼曾孙女女修后代大业（即皋陶）的后人。
《山海经》记载：“有北狄之国。黃帝之孙曰始均，始均生北狄。”这一说法后来被《晋书》及《北史》沿用，二书都认为鲜卑始祖也为黄帝：“始均为鲜卑族始祖。”《晋书》称慕容廆，“昌黎棘城鲜卑人也。其先有熊氏之苗裔，世居北夷，号曰东胡。”

## 另見
- 嫘縈：一種人造絲

## 註解
1. ↑  「嫘」，拼音：，注音：，粤拼：，音同「雷」